# Saleh Chihadeh
Saleh Chihadeh (in arabo صالح شحادة‎?; Nazareth, 25 agosto 1994) è un calciatore palestinese con cittadinanza israeliana, attaccante del Baden.

## Biografia
Nato a Nazareth, si è trasferito con la famiglia a Naters all'età di 7 anni.

## Carriera

### Nazionale
Il 16 novembre 2018 ha esordito con la nazionale palestinese, in occasione dell'amichevole vinta per 2-1 contro il Pakistan.